# Prisioneros de la tierra
Pour plus de détails, voir Fiche technique et Distribution.
Prisioneros de la tierra est un film argentin réalisé par Mario Soffici, sorti en 1939.
Il est cité comme le meilleur film argentin de l'histoire lors des consultations 1977 et 1984, puis septième en 2000 et vingtième en 2022.
Il est basé sur les contes Un peón, Los destiladores de naranja et Los desterrados y Una bofetada de l'écrivain uruguayen Horacio Quiroga.

## Fiche technique
Sauf indication contraire, les informations mentionnées dans cette section peuvent être confirmées par la base de données cinématographiques IMDb,  présente dans la section « Liens externes ».
- Titre français : Prisioneros de la tierra
- Réalisation : Mario Soffici
- Scénario : Ulises Petit de Murat et Darío Quiroga d'après des contes de Horacio Quiroga
- Photographie : Pablo Tabernero
- Montage : Gerardo Rinaldi
- Musique : Lucio Demare
- Pays d'origine : Argentine
- Format : Noir et blanc - 35 mm - 1,37:1 - Mono
- Genre : drame
- Durée : 85 minutes
- Date de sortie : 1939

## Distribution
- Francisco Petrone : Köhner
- Ángel Magaña : Esteban Podeley
- Roberto Fugazot : Orange distiller
- Homero Cárpena : Podeley's friend
- Raúl De Lange : docteur Else
- Elisa Galvé : Andrea Else a.k.a. Chinita